# Marcos Morau

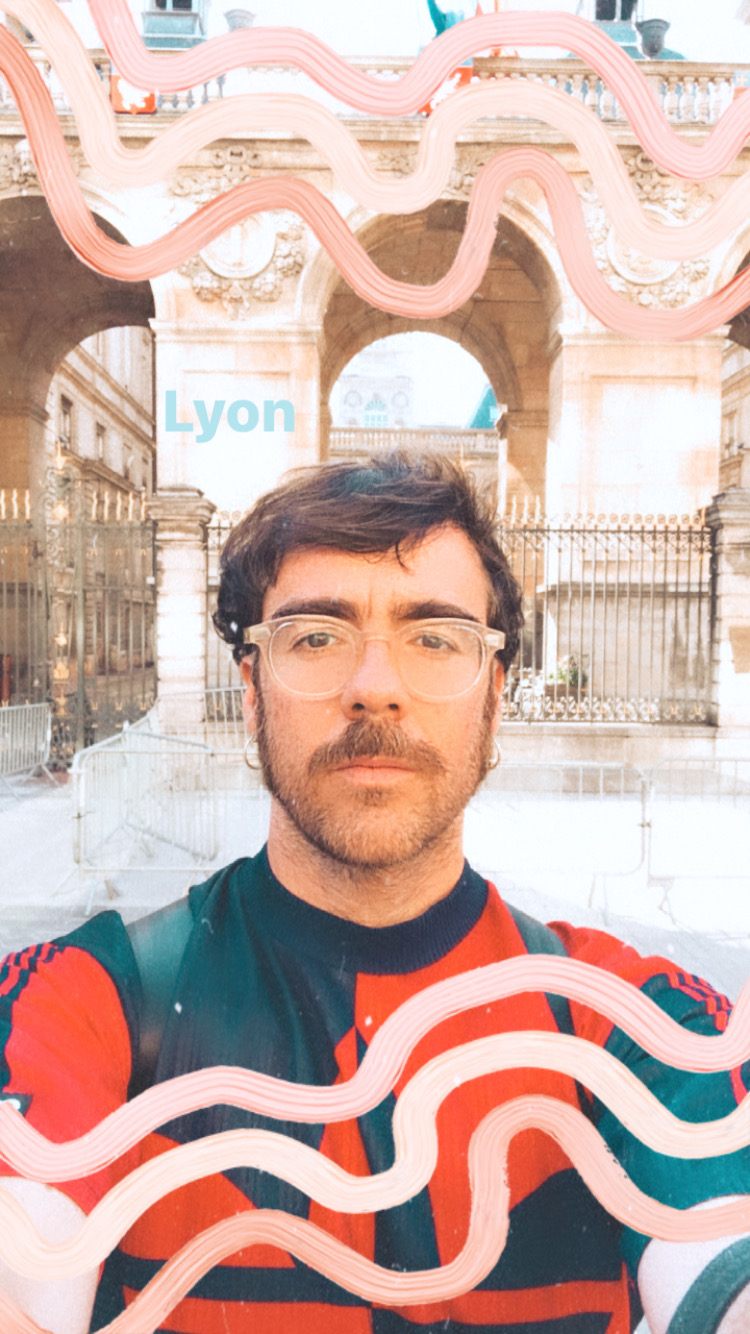
Marcos Morau

Marcos Morau es un coreógrafo español director de la compañía de danza La Veronal. Obtuvo el Premio Nacional de Danza (España) en el año 2013 y es nombrado Caballero de la Orden de las Artes y las Letras por el Ministerio de Cultura de Francia en 2023, así como mejor coreógrafo del año por la revista alemana TANZ. 

## Biografía
Formado entre Barcelona y Nueva York, en fotografía, movimiento y teatro, Marcos Morau construye mundos y paisajes imaginarios donde el movimiento y la imagen se encuentran y se engullen mutuamente.
Obtiene la máxima calificación en su proyecto final de carrera y el premio extraordinario de creación en el Instituto del Teatro de Barcelona. Sus conocimientos artísticos no se limitan a la danza, sino que se extienden a otras disciplinas como la fotografía y la dramaturgia, cursando el Master en Teoría de la Dramaturgia entre la UAB, la Universidad Pompeu Fabra y el propio Instituto del Teatro.
Desde hace más de diez años, Marcos Morau dirige La Veronal como director, coreógrafo y diseñador de escenarios, vestuario e iluminación. Ha recorrido el mundo presentando sus trabajos en festivales, teatros, y varios contextos internacionales como el Théâtre national de Chaillot en París, la Bienal de Arte de Venecia, el Festival d’Avignon, Tanz Im August en Berlín, Festival RomaEuropa, SIDance Festival de Seúl o Sadler's Wells en Londres, entre muchos otros.
Además de su trabajo con La Veronal, Marcos Morau es artista invitado en varias compañías y teatros de todo el mundo donde desarrolla nuevas creaciones, siempre a medio camino entre las artes escénicas y la danza: Nederlands Dans Theater , Les Grands Ballets Canadiens , el ballet de l'Opéra de Lyon, el Ballett Zürich, el Ballet de la Ópera de Gotemburgo, Ballet de Rhin, Ballet Real Danés, Scapino Ballet, Carte Blanche, Ballet de Lorraine, Compañía Nacional de Danza, Ballet de la Ópera de Lucerna entre muchos otros.
Siendo el Premio Nacional de Danza más joven de España, el lenguaje de Marcos Morau es una herencia del movimiento abstracto y el teatro físico. Un poderoso lenguaje corporal basado en la aniquilación de toda lógica orgánica, diseccionando el movimiento y convirtiéndolo en una identidad única.
Además, Marcos Morau ha sido galardonado con el premio FAD Sebastià Gasch otorgado por la fundación FAD de Artes y el Diseño Fomento de las Artes y del Diseño, o el premio TimeOut al mejor creador, entre otros. Con sus creaciones ha logrado ganar premios en numerosos certámenes coreográficos nacionales e internacionales como el Certamen Coreográfico Internacional de Hannover, el Certamen Coreográfico de Copenhague, Madrid o Maspalomas.
Además de su vertiente creativa, Marcos Morau compagina sus creaciones con la docencia, impartiendo clases y talleres en torno a los procesos creativos y las nuevas dramaturgias en conservatorios, ciclos y universidades, como el Instituto del Teatro, la Universidad de las Artes de Estrasburgo o la Nueva Sorbona de París, entre otros.
El futuro de Morau abre a nuevos formatos y lenguajes donde la Ópera, la danza y el teatro físico dialogan más cerca que nunca, buscando nuevas formas de expresar y comunicar en nuestro tiempo presente, siempre convulso y cambiante.